# Селямет II Герай
Селяме́т ІІ Гера́й (Гире́й) (крым. II Selâmet Geray, ٢ سلامت كراى‎; 1691—1751) — крымский хан из династии Гераев (1740—1743), младший сын крымского хана Селима I Герая.

## Биография
В 1713-1715 годах Селямет Герай был ор-беем (наместником Перекопа). Был нурэддином (1724—1727) и калгой (1727—1730, 1737—1740) при Менгли II Герае, после смерти которого взошёл на ханский престол, причём крымцы сами пожелали, чтобы Селямет Герай стал преемником уважаемого в народе Менгли II Герая. Султан утвердил их решение. Заняв ханский престол, Селямет II назначил калгой и нурэддином своих племянников Азамата Герая (сына хана Газы III Герая), и Тохтамыша Герая (сына хана Менгли II Герая). В 1741 году Селямет II Герай сместил калгу Азамата Герая и назначил новым калгой другого племянника Селима Герая, сына хана Каплана I Герая.
Селямет II Герай занялся восстановлением столицы, лежавшей в развалинах после русского погрома. В его правление началась масштабная реконструкция всего Ханского дворца и, в частности, Большой Ханской мечети. На нескольких постройках дворца (Большой и Малой ханских мечетях, портале Зала Дивана) по сей день сохраняются надписи, упоминающие имя хана-восстановителя.
Во внешней политике хана беспокоил рост российской экспансии. Он имел замысел совместно с европейскими странами (в частности, со Швецией) противостоять ей, однако в условиях турецко-русского мира султан не позволил хану реализовать какие-либо проекты в этой области. Более того, за самовольные антироссийские акции ханских подданных султан обвинил хана в неспособности соблюдать мирный договор — и в 1743 году Селямет II Герай потерял ханский титул. Селямета II характеризовали как чистого сердцем, доброго и набожного человека. Поселился близ Янболу (ныне Болгария), где занялся теологией. В 1751 году скончался и был похоронен неподалёку от городской мечети.